# 化石の島
『化石の島』（かせきのしま）は、高階良子による日本の漫画作品。
『なかよし』（講談社）にて1976年6月号から8月号まで連載された。

## 書誌情報
- 化石の島、初版発行日 1976年12月4日
  - 血の花の伝説（1976年『なかよし』9月号増刊）／黒バラは死のにおい（1976年『別冊なかよし』3月号）